# Baszta (Wąwóz Kraków)

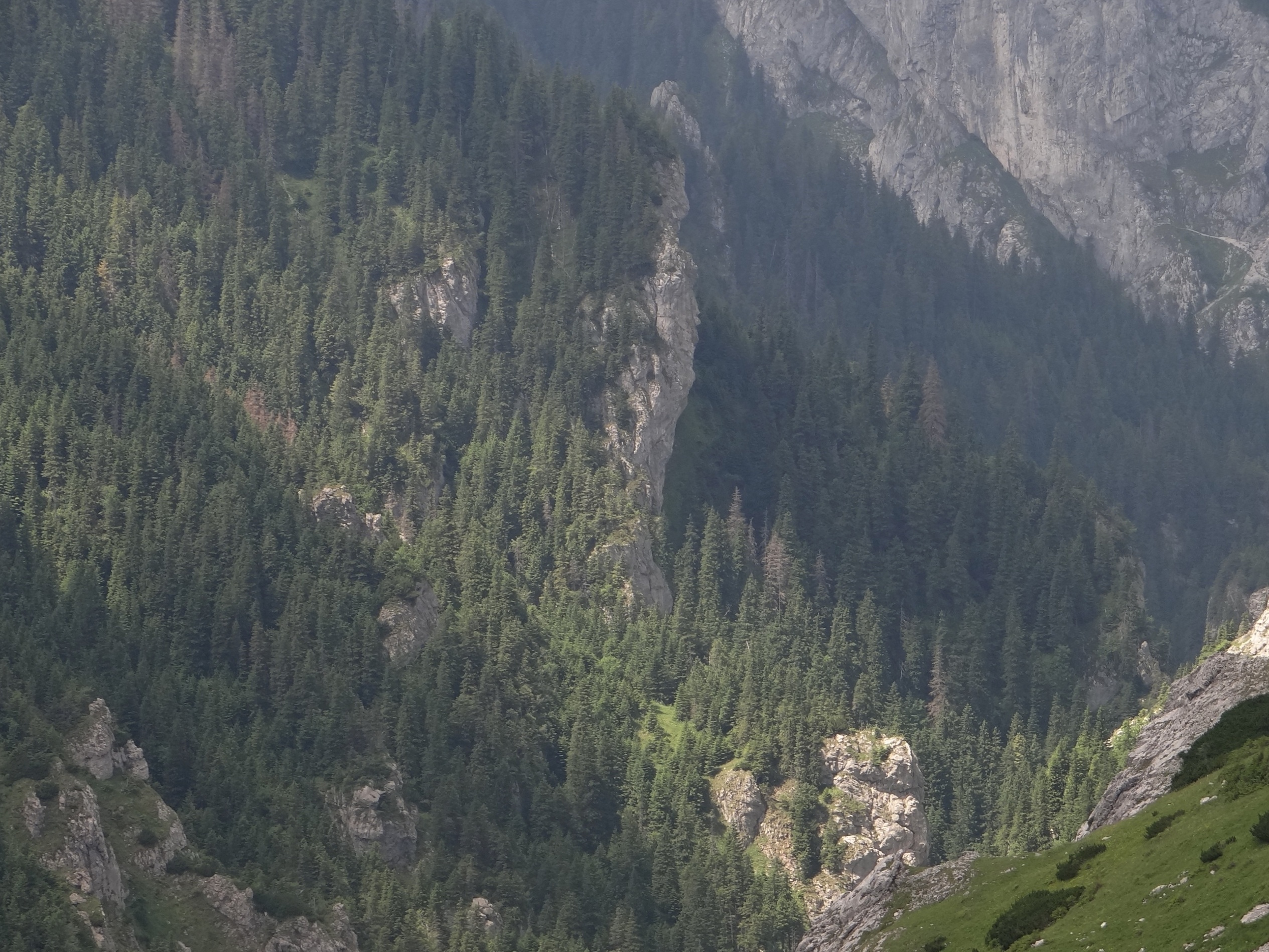
Wielka Turnia i Baszta, widok ze stoków Ciemniaka

Baszta – turnia w orograficznie lewych zboczach Wąwozu Kraków (odgałęzienie Doliny Kościeliskiej w Tatrach Zachodnich). Stanowi zakończenie północno-wschodniej, zalesionej grzędy Gubalca. Wierzchołek Baszty wznosi się na wysokość około 1320 m n.p.m. i oddzielony jest od grzędy Gubalca płytkim Siodełkiem za Basztą

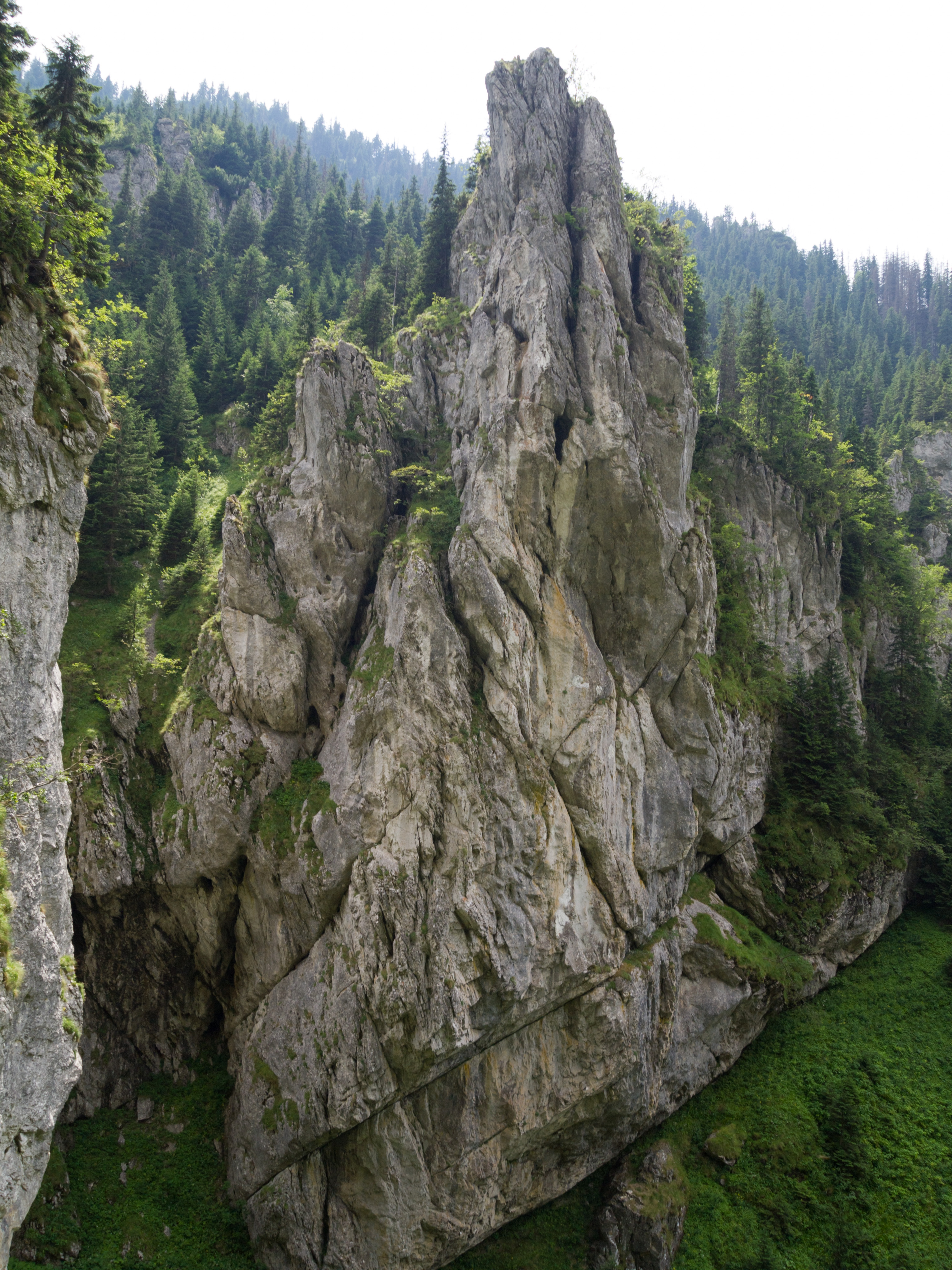
Północna ściana Baszty

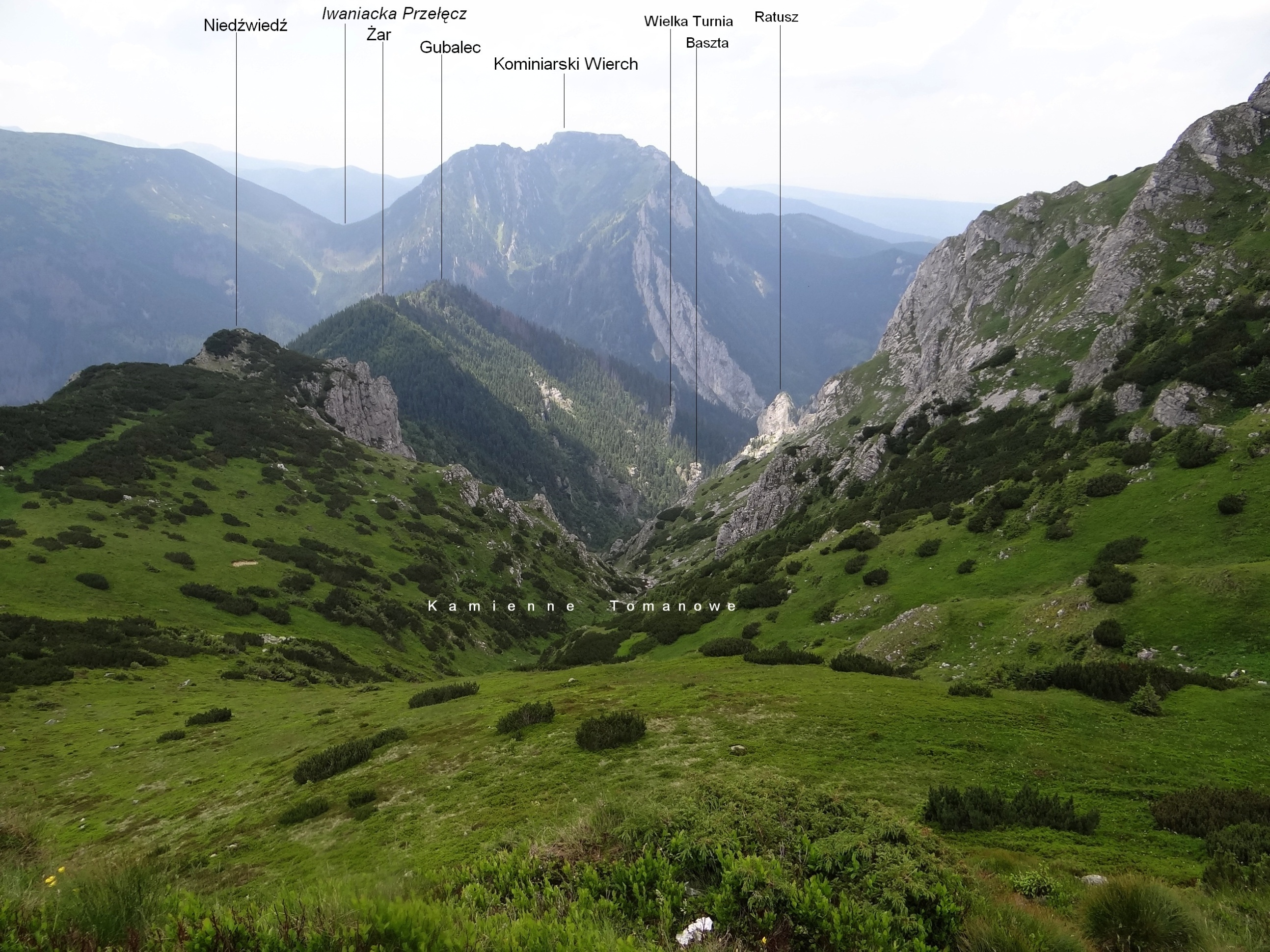
Widok ze stoków Ciemniaka na otoczenie górnej części Wąwozu Kraków

Baszta to jedna z najbardziej stromych turni w Wąwozie Kraków. Nazwę nadali jej niedawno taternicy poszukujący nowych, wapiennych ścian wspinaczkowych. Być może tę turnię miał na myśli Walery Eljasz-Radzikowski, który w swoim przewodniku wymienia w Wąwozie Kraków turnię Kościół Mariacki, ale bez dokładniejszej lokalizacji.
Północna, 70-metrowej wysokości ściana Baszty opada do południowo-wschodniego końca Rynku. Jest pionowa, ma kilka okapów i ograniczona jest od lewej strony (patrząc od dołu) ostrym filarem. Na prawo od filara znajduje się wąski komin dochodzący do samego szczytu turni. U podnóża komina znajduje się otwór Jaskini Hakowej. Na ścianie tej wspinacze wytyczyli w latach 1991–1993 trzy drogi wspinaczkowe o trudnościach od VI+ do IX-. Ściana północno-wschodnia znajduje się na lewo od filara, jest wąska, płytowa i ograniczona z lewej strony głębokim kominem. Ścianę tę po raz pierwszy zdobyli Janusz Jeziorczak i Kazimierz Pucia ok. 1982 r. (trudności IV+, miejsce V+).
U podnóża Baszty i w jej ścianach znajdują się m.in.: Jaskinia Dwuotworowa Krakowska, Jaskinia z Mostami, Jaskinia Gankowa i Jaskinia Piarżysta.